# Songs of Freedom
Songs of Freedom är ett officiellt samlingsalbum från Tuff Gong med Bob Marley & The Wailers, utgivet i okt 1992, samt 1994. Det består av en box med fyra cd-skivor och en liten tidning med artiklar samt korta historier om hur låten kommit till. Tillsammans berättar musiken och artiklarna om den om Bobs musikaliska karriär. Boxen inneåller alternativa tagningar, sällsynta singlar, alternativa mixningar, akustisk musik, låtar som vi för första gången får höra dubversioner av. Boxen innehåller bl.a. väl tilltagna förlängningar av låtarna "One Love" och "Jamming", och detta har gjorts utan att musiken förlorat sin charm. 
Man har påpekat att denna box är till för de specialintresserade, som inte behöver etiketten "Legend" påklistrad för att de ska förstå att mannen är en legend. Men boxen fyller inte bara behovet för specialintresserade att hitta en eller två låtar med bra ljud på som de inte har hört tidigare, men boxen och urvalet av låtar som finns på främst den tredje och den fjärde skivan har många uppskattat mer än versionerna som finns på de ursprungliga studioalbumen, där finns till exempel en lång och delvis dubbad version av låten "One Love", som blivit något av ett Bob Marley Anthem. Där finns också den första versionen av "Iron Lion Zion" som hittat ut från Jamaica. Det har alltid varit så att alternativa versioner funnits i reggaen. Det fanns till exempel redan ursprungligen 1973 ett Catch A Fire-album för jamaicanska skivköpare och ett för "vita öron", och när Catch A Fire gavs ut som CD så fanns möjligheten att köpa båda versionerna. Det finns alltid mer att vänta på. Bara för att nämna ett exempel så finns det en version av låten "Buffalo Soldier" som är en ny, snabbare och mycket vitalare version än den vi fick höra på albumet Confontation. Musikingenjör denna gång var discjockeyn, producenten och musikingenjören Sporty, och det skedde medan Marley levde och med Marleys fulla medverkande. Denna version har av och till dykt upp för uppladdning, men ljudkvaliteten har varit usel och passar därför inte i denna box. De två första cd-skivorna i boxen tar start i Marleys allra första ska-låtar, den lokala jättehiten "Simmer Down" och letar sig sedan igenom rock steady-eran. Det finns givetvis masterband bevarade, och att med datorstöd. Ljudkvaliteten har kraftigt förbättrats tack vare 1990-talets nya datorbaserade analysverktygm som kan sudda bort brus och annat oljud (till exempel ljud av eldvapen utanför studion som ingen vill höra på låtarna). 
Stephen Thomas Erlewine som skrivit Allmusics resumé om boxen anser emellertid att den endast riktar sig till samlare: "it's just for collectors and hardcore fans, the kind of listener who has memorized the original studio albums. For those listeners, it's hard to resist Songs of Freedom, but everybody else will be able to safely pass it by."  Många håller inte med om detta, och anser att det mycket väl är en box som man kan introducera Marley genom för en ny generation som egentligen inte lyssnat på hans musik. På CD-universe (som visserligen har en kommersiell bedömning i botten) konstaterar en recensent att det inte finns något onödigt utfyllnadsmaterial på skivorna, och att Songs of Freedom dokumenterar Bob Marleys musikaliska arv bättre än någon annan samlingsutgåva som utgetts. Det påpekas också att det inte finns några remastrade låtar som låter som om de skulle komma från 1990-talet – vi får höra en solid och gedigen Bob Marley så långt han hann utvecklas fram till sin död 1981, och det förekommer i låtvalet och versionerna av dessa inga spekulationer om vilken utvecklingsväg Marley skulle ha tagit om han hade fått leva tio år till. Boxen gavs ursprungligen ut i en begränsad upplaga, men efterfrågan blev så stor att en större volym togs fram år 1994.  

## Låtlista
(Om inget annat anges är Bob Marley upphovsman till låten)

### CD 1
1. "Judge Not" - 2:26
2. "One Cup of Coffee" - 2:34
3. "Simmer Down" - 2:50
4. "I'm Still Waiting" - 3:07
5. "One Love (People Get Ready)" (Original)[4] - 3:21
6. "Put It On" - 3:08
7. "Bus Dem Shut (Pyaka)" - 2:47
8. "Mellow Mood" [Original] - 3:31
9. "Bend Down Low" - 2:30
10. "Hypocrites" - 2:36 (Bob Marley, Bunny Livingston/Wailer)
11. "Stir It Up" [Original] - 3:13
12. "Nice Time" - 2:44
13. "Thank You Lord" [Original] - 3:41
14. "Hammer" - 2:57
15. "Caution" - 2:45
16. "Back Out" - 2:18
17. "Soul Shake Down Party" - 3:06
18. "Do It Twice" - 2:49
19. "Soul Rebel" - 3:19
20. "Sun Is Shining" - 2:11
21. "Don't Rock the Boat" - 4:32
22. "Small Axe" - 3:57
23. "Duppy Conqueror" - 3:39
24. "Mr. Brown" - 3:32

### Disc two
1. "Screwface" - 2:23
2. "Lick Samba" - 2:33
3. "Trenchtown Rock" [Alternativ Mix] - 3:28
4. "Craven Choke Puppy" - 2:53
5. "Guava Jelly" - 2:18
6. Akustiskt medley: "Guava Jelly/This Train/Cornerstone/Comma Comma/Dewdrops/Stir It Up/I'm Hurting Inside" - 12:09
7. "I'm Hurting Inside" [Alternativ Mix] - 3:29
8. "High Tide or Low Tide" - 4:09
9. "Slave Driver" - 2:51
10. "No More Trouble" - 3:59
11. "Concrete Jungle" - 4:11
12. "Get Up, Stand Up" (Bob Marley, Peter Tosh) - 3:14
13. "Rastaman Chant" - 3:51
14. "Burnin' and Lootin'" - 4:13
15. "Iron Lion Zion" [Original] - 2:56
16. "Lively Up Yourself" - 5:11
17. "Natty Dread" - 3:34
18. "I Shot the Sheriff" [Live] - 5:26

### Disc three
1. "No Woman, No Cry" [Live at The Roxy] (Vincent Ford, Bob Marley) - 5:22
2. "Who the Cap Fit" (Carlton Barrett, Aston Barrett) - 4:22
3. "Jah Live" - 4:16
4. "Crazy Baldhead" (Vincent Ford, Rita Marley)- 3:10
5. "War" (Idé och arrangemang: Carlton Barrett, Alan Cole; texten kommer från ett tal inför FN i New York 1963 som den etiopiske kejsaren Haile Selassie höll.) - 3:37
6. "Johhny Was" - 3:47
7. "Rat Race" - 2:49
8. "Jamming" [12" Mix] - 5:45
9. "Waiting In Vain" [Advert Mix] - 3:59
10. "Exodus" [12" Mix] - 7:25
11. "Natural Mystic" - 3:28
12. "Three Little Birds" [Alternativ Mix] - 2:57
13. "Running Away" - 4:14
14. ""[London Version] - 5:44
15. "Easy Skanking" - 2:56
16. "Is This Love" [Horns Mix] - 4:00
17. "Smile Jamaica" - 3:13
18. "Time Will Tell" - 3:30

### Disc four
1. "Africa Unite" - 2:54
2. "Survival" - 3:52
3. "One Drop" - 3:52
4. "One Dub - 3:53
5. "Zimbabwe" - 3:48
6. "So Much Trouble in the World" - 3:57
7. "Ride Natty Ride [12" Mix] - 6:23
8. "Babylon System" - 4:19
9. "Coming In From the Cold" [12" Mix] - 6:04
10. "Real Situation" - 3:09
11. "Bad Card" - 2:48
12. "Could You Be Loved" [12" Mix] - 5:27
13. "Forever Loving Jah" - 3:52
14. "Rastaman Live Up" - 5:21
15. "Give Thanks and Praises" - 3:14
16. "One Love" (förlängd version med längre dubavsnitt) [12" Mix] - 7:07
17. "Why Should I" - 3:33
18. "Redemption Song" [Live i Pittsburgh] - 4:09

## Fotnoter
1. ↑  Kronologin beträffande presentationen följer de album och samlingar som getts ut direkt av Marleys Tuff Gong och/eller via Island Records. Det finns ytterligare ett 50-tal album utgivna i Marleys namn, men dessa är tämligen likartade från LP till LP, med antingen exakt samma låtar i en annan ordning eller med, fyllda av inspelningar från 1960-talet och början av 1970-talet och inspelade med en otillräcklig utrustning och i en kvalitet som ger en mycket låg musikupplevelse. Det nya med varje sådan skiva är att ordningen på låtarna kastats om eller att producenten hittat någon inspelning som skiljer sig ifrån mängden. Demonproducenten Lee "Scratch" Perrys inspelningar med Marley har också här lämnats utanför, men går att hitta på svenskspråkiga Wikipedia under redovisningen av Perrys diskografi. De övriga producenter som på engångsskivbolag redovisat
2. ↑  Allmusic: Songs of Freedom. Review.
3. ↑  CD-Universe: Marley Songs of Freedom CD
4. ↑  Texten och melodin är från början en traditionell jamaicansk folkvisa